# Calosoma frigidum
Calosoma frigidum – gatunek chrząszcza z rodziny biegaczowatych i podrodziny Carabinae. Zamieszkuje większą część Nearktyki; introdukowano go ponadto na Hawaje.

## Taksonomia
Gatunek ten opisany został po raz pierwszy w 1837 roku przez Williama Kirby’ego. Jako  lokalizację typową wskazano Drummond's Island w Michigan. W 1897 roku Thomas Casey wyróżnił w jego obrębie podgatunek C. f. levettei z Indiany, który zsynonimizowany został w 1927 roku przez Stephana von Breuninga. W tej samej pracy Bruening utworzył dla tego gatunku monotypowy podrodzaj Syncalosoma, który zsynonimizowany został z podrodzajem nominatywnym przez Georgesa Vachera de Lapouge’a w 1931 roku.

## Morfologia
Chrząszcz o ciele długości od 19 do 27 mm. Wierzch ciała ma ubarwiony czarno z metalicznym połyskiem w odcieniu spiżowym lub zielonkawym. Przedplecze jest mniej poprzeczne niż u podobnego tęcznika mniejszego, jego krawędzie przednia i tylna są jednakowo szerokie, a brzegi boczne zaokrąglone. W tylnej ćwiartce przedplecza zanika obrzeżenie jego boków. Pokrywy mają 16 międzyrzędów o jednakowych wysokościach, wyraźnie wydzielonych rzędami. Na międzyrzędach pierwotnych znajdują się dołeczki o dnach z metalicznym połyskiem miedzianym lub zielonym. Episternity zatułowia są punktowane drobno i gęsto. Odnóża przedniej pary wykazują dymorfizm płciowy, mając u samców cztery człony stóp rozszerzone i zaopatrzone w poduszeczki ze szczecinkami. Genitalia samca cechują się edeagusem cieńszym niż u tęcznika mniejszego, lekko na szczycie zakrzywionym oraz niezesklerotyzowaną ligulą endofallusa.

## Ekologia i występowanie
Owad ten spotykany jest w szerokim spektrum siedlisk, preferuje jednak widne lasy liściaste, mieszane i iglaste. Postacie dorosłe są stadium zimującym i ukazują się w kwietniu, aktywnymi pozostając do lipca lub sierpnia. Bytują w koronach drzew, jak i w ściółce. Dobrze latają. Są aktywne za dnia, jak i nocą, kiedy to przylatywać mogą do sztucznych źródeł światła. Zarówno owady dorosłe jak i ich larwy są drapieżnikami żerującymi na gąsienicach i poczwarkach motyli, w tym: brudnicy nieparki, Heterocampa guttivitta i Choristoneura murinana. Przepoczwarczenie i zimowanie ma miejsce w glebie.
Gatunek nearktyczny, wikariancki względem palearktycznego tęcznika mniejszego. W Kanadzie znany jest z Kolumbii Brytyjskiej, Alberty, Saskatchewan, Manitoby, Ontario, Quebecu, Nowej Szkocji (włącznie z Cape Breton), Nowego Brunszwiku oraz Wyspy Księcia Edwarda. W Stanach Zjednoczonych notowany jest z Nevady, Utah, Kolorado, Dakoty Północnej, Dakoty Południowej, Nebraski, Oklahomy, Teksasu, Minnesoty, Iowy, Missouri, Luizjany, Michigan, Wisconsin, Illinois, Indiany, Ohio, Tennessee, Missisipi, Alabamy, Nowego Jorku, Vermontu, New Hampshire, Maine, Massachusetts, Rhode Island, Connecticut, Pensylwanii, New Jersey, Marylandu, Wirginii Zachodniej, Karoliny Północnej oraz północnej Georgii. Ponadto gatunek ten introdukowano na Hawaje.